# Sturla Thordarson
Sturla Þórðarson (latinizado Sturla Thordarson) (29 de julho de 1214 – 30 de julho de 1284) foi um político e homem de leis islandês, além de escritor de sagas contemporâneas do século XIII (escaldo) e historiador.
Sturla era filho de Þórður Sturluson  e sua amante Þóra. Ele era sobrinho e pupilo do famoso escritor Snorri Sturluson. Ele lutou ao lado de Þórður kakali Sighvatsson durante a Era de Sturlung.
É mais conhecido por ter escrito a Íslendinga saga, a maior saga dentro da Saga de Sturlung, e Hákonar saga Hákonarsonar, a história de Haakon IV da Noruega. Ele também escreveu a saga do filho de Haakon IV, Magnus o Legislador (Magnúss saga lagabœtis), dos quais apenas fragmentos chegaram aos nossos dias. Alguns estudiosos também acreditam que ele tenha escrito Kristni saga e Sturlubók, uma transcrição de Landnáma. Ele está, além disso, listado na Skáldatal como um escaldo do regente sueco Birger Jarl.
Sturla foi indicado homem de leis para toda a Islândia, por um breve período depois da dissolução do Estado livre islandês, e redigiu o código de leis Járnsíða, que substituiu as Leis do Ganso Cinzento.
Foi irmão de Ólafur Þórðarson hvítaskáld.